# Joseph Bertrand
Pour les personnes ayant le même patronyme, voir Bertrand.
Cet article concerne un mathématicien, économiste et historien des sciences français. Pour le nageur français, voir Joseph Bertrand (natation).
Joseph Louis François Bertrand, né le 11 mars 1822 à Paris et mort le 3 avril 1900 à Paris 6e, est un mathématicien, économiste et historien des sciences français.

## Biographie

### Jeunesse et études
Joseph Louis François Bertrand naît au 52, rue Saint-André-des-Arts. Il est le fils du docteur Alexandre Bertrand (1795-1831), et est le frère cadet de l'archéologue Alexandre Bertrand (1820-1902).
Il se montre très précoce en parlant couramment le latin à neuf ans. À onze ans, il suit les cours de l'École polytechnique en auditeur libre. Entre onze et dix-sept ans, il obtient deux baccalauréats (ès lettres et ès sciences), une licence et le doctorat ès sciences avec une thèse sur la théorie mathématique de l'électricité, puis est admis premier au concours d'entrée 1839 de l'École polytechnique. Il est ensuite reçu au concours d'agrégation de mathématiques des facultés et premier au premier concours d'agrégation de mathématiques des lycées avec Charles Briot, ainsi qu'à l'École des mines.

### Parcours professionnel
Il est professeur de mathématiques au lycée Saint-Louis, répétiteur, examinateur puis professeur d'analyse en 1852 à l'École polytechnique, maître de conférences de calcul différentiel et intégral à l'École normale supérieure et professeur titulaire de la chaire de physique et mathématiques au Collège de France en 1862 en remplacement de Jean-Baptiste Biot.
Il entre à l'Académie des sciences (section de géométrie) en 1856, où il succède à Charles Sturm. Il en devient secrétaire perpétuel en 1874 (section mathématiques), à la mort d'Élie de Beaumont. En 1884, il est élu à l'Académie française.
Il s'est intéressé à l'histoire des sciences : on lui doit en 1865 un mémoire sur Arago et la vie scientifique et la même année une publication sur Les fondateurs de l’astronomie moderne, des recherches sur L’Académie des Sciences et les académiciens de 1666 à 1793 (1868), et La théorie de la lune d’Aboul Wefa (1872) ; il illustre l'histoire des mathématiques par un ouvrage sur D’Alembert (1889) et un autre sur Blaise Pascal (1890). En 1897, il donne à la Sorbonne une conférence sur François Viète,.

### Vie privée
Joseph Bertrand est le beau-frère du mathématicien Charles Hermite et le père du géologue Marcel Bertrand.

## Œuvres
En 1845, en analysant une table de nombres premiers jusqu'à 6 000 000, il fait la conjecture qu'il y a toujours au moins un nombre premier entre n et 2n pour tout n entier positif supérieur ou égal à 2. Pafnouti Tchebychev a démontré cette conjecture, le postulat de Bertrand, en 1850.
Pour l'étude de la convergence des séries numériques, il mit au point un critère de comparaison plus fin que le critère de Riemann.
En sciences économiques, il s'est intéressé au problème de duopole.

## Principaux ouvrages
- Sur la distribution de l'électricité, Paris, Bachelier, 1828 (lire en ligne).
- Sur l'attraction des sphéroïdes, Paris, Bachelier, 1838 (lire en ligne).
- Sur la théorie des phénomènes thermo-mécaniques, Paris, Bachelier, 1838 (lire en ligne).
- Traité d'arithmétique (L. Hachette, 1849).
- Méthode des moindres carrés (Mallet-Bachelier, 1855).
- Traité de calcul différentiel et de calcul intégral (Paris : Gauthier-Villars, 1864-1870) (2 volumes).
- Arago et sa vie scientifique (Paris : J. Hetzel, 1865).
- Rapport sur les progrès les plus récents de l'analyse mathématique (Paris: Imprimerie Impériale, 1867).
- L'Académie des sciences et les académiciens de 1666 à 1793, J. Hetzel (Paris), 1869.
- Thermodynamique (Paris : Gauthier-Villars, 1887).
- D'Alembert, Paris, libr. Hachette, coll. « Les grands écrivains français », 1889.
- Calcul des probabilités (Paris : Gauthier-Villars et fils, 1889).
- Leçons sur la théorie mathématique de l'électricité / professées au Collège de France (Paris : Gauthier-Villars et fils, 1890).
- Blaise Pascal (Paris : C. Lévy, 1891).
- Les fondateurs de l'astronomie moderne : Copernic, Tycho Brahé, Képler, Galilée, Newton (Paris: J. Hetzel, 1865), Texte en ligne disponible sur LillOnum.

## Distinctions
- Membre de l'Académie des sciences (1856).
- Membre étranger de la Royal Society (1875).
- Membre de l'Académie française (1884), il succède à Jean-Baptiste Dumas.

## Décorations
- Grand officier de la Légion d'honneur, en 1896[6].